# Småholmen (Lindås)
Ne doit pas être confondu avec Småholmen ou Småholmen (Bergen).
Småholmen est une île dans le landskap Sunnhordland du comté de Vestland. Elle appartient administrativement à Lindås.

## Géographie
Rocheuse et désertique, à fleur d'eau, elle s'étend sur environ 54 m de longueur pour une largeur approximative de 28 m. 